# Giambattista della Porta
Giambattista della Porta (Napulj, oko 1535. – Napulj, 4. veljače 1615.), talijanski fizičar, filozof, astrolog, polihistor i književnik. Proučavao prirodne znanosti i pisao o magnetizmu, elastičnoj sili pare, o mračnoj komori (camera obscura), o šifriranome tajnom pismu, o fiziologiji biljaka i tako dalje. Prvi dalekozor konstruirao je vjerojatno u Italiji oko 1590. Giambattista della Porta. Saznavši za to otkriće, izradio ga je i Galileo Galilei i opisao način njegove izradbe. Johannes Kepler, a i drugi, priznali su mu prvenstvo u izumu teleskopa.

## Životopis
Rodio se u obitelji bogatog i utjecajnog Narda Antonija della Porte, koji je bio u službi njemačkog cara Karla V. Habsburga. Bio je treći od četvero sinova od kojih je jedan umro u ranoj dobi. Obrazovanje je stekao privatnim podukama, a znanju matematike i medicine podučio ga je talijanski znanstvenik Girolamo Cardano.
Godine 1558. objavio je djelo Magiae naturalis, sive de miraculis rerum naturalium u kojem je proučavao prirodni svijet ustvrdivši da ga je moguće mijenjati putem teorijskih i praktičnih pokusa. U knjizi obrađuje mnoge teme, uključujući demonologiju, magnetizam i cameru obscuru. Oko 1560. osnovao je "Tajnu akademiju" (tal. Accademia dei Segreti), čiji je cilj bio rad na proučavanju i diskutiranju o prirodi, a uključivao je ujedno i znanstvena opažanja i magiju. Tijekom djelovanja Akademije, Della Porta je često putovao po Italiji, Francuskoj i Španjolskoj.
Godine 1578. inkvizicija je privela i ispitala Della Portu zbog sumnje na bavljenje magijom i proricanjem te zabranila rad Akademiji. Sljedeće godine preselio se u Rim i ušao u službu kardinala Luigija d'Este s kojim je 1580. otišao u Veneciju, gdje radio na paraboličnim ogledalima i lećama. Godine 1581. vratio se u Napulj, ali idalje je ostao u kardinalovoj službi.

## Djela
- Prirodna magija (lat. Magiae Naturalis, 4 knjige, 1558., drugo izdanje u 20 knjiga 1589.),
- O ljudskoj fiziognomatici (lat. De humana physiognomonia libri III, 1586.)
- Villae, 1592.
- O lomu u optici (lat. De refractione, optices parte, 1593.)
- O destilaciji (lat. De distillatione, 1609.)

## Vanjske poveznice
- Britannica Online - Giambattista della Porta (engl.)
- Porta biography (engl.)
- Answers.com - Giambattista della Porta (engl.)